# Водички (Хмельницкий район)
Водички (укр. Водички) — село в Хмельницком районе Хмельницкой области Украины.
Население по переписи 2001 года составляло 461 человек. Почтовый индекс — 31334. Телефонный код — 382. Занимает площадь 1,4 км². Код КОАТУУ — 6825081201.

## Местный совет
31334, Хмельницкая обл., Хмельницкий р-н, с. Водички, ул. Ленина, 4